# Фемарнбелтски тунел
Фемарнбелтски тунел (дан. Femern Bælt-forbindelsen) је планирани подводни тунел који је предложен за повезивање данског острва Лоланд са немачким острвом Фемарн, прелазећи 18 км широки појас Фемарн у Балтичком мору, пружајући директну везу између северне Немачке и Лоланда, а одатле до данског острва Селанда и Копенхагена, постајући најдужи путни и железнички тунел на свету, потенцијално главна веза између централне Европе и Скандинавије, и уз скраћивање времена путовања између Лоланда и Фемарна са 45 минута трајектом на 10 минута аутом и седам минута возом.  Електрификована железница велике брзине моћи ће да постигне брзину од 200 km/h.
Тунел ће заменити трајектну услугу од Родбија и Путгардена, којом тренутно управља Scandlines.

## Предлог моста
У почетку је предложен мост. Студије изводљивости урађене су крајем 1990-их, а већ 2000. године немачки и дански саобраћајни инжењери активно су планирали мост преко Фемарнског теснаца, који би имао аутопут са четири траке и две електрифициране железничке пруге. Ово решење годинама се сматрало највероватнијом шемом и детаљно су израђени планови. Мост је требало да буде завршен до 2018. године.
Међутим, крајем 2010. године, након даљих студија изводљивости, дански пројектанти изјавили су да би подводни тунел уместо тога требао да представља мање грађевинске ризике и да ће коштати приближно исто.

## Решење тунела
Иако је првобитно замишљен као мост, данска државна компанија Фемерн А/С у децембру 2010. објавила је да је боље изградити тунел, а идеја о тунелу добила је подршку велике већине данског Парламента у јануару 2011.  Датум завршетка премештен је на 2021. годину, а у 2014. је процењено на 2024, а затим у 2015. одгођен је даље на 2028.
У фебруару 2015, нацрт закона за изградњу представљен је данском Парламенту, а данска влада је поднела захтев за 1,7 милијарди евра бесповратних средстава Европске уније, које су подржале Немачка и Шведска.   У јуну 2015. године, Европска комисија је Данској доделила 589 милиона € ЕУ средстава у оквиру шеме Повезивање Европе (ЦЕФ), чиме је пројекат тунела могао да се настави. У марту 2017. оперативна компанија најавила је регистрацију подизвођача за пројекат.

## Пројекат
Овај пројекат је по величини упоредив са пројектом моста Ересунд или моста Великог појаса.  
Фемарнбелтски тунел и његове двоструке пруге скратиће пут железнице од Хамбурга до Копенхагена са четири сата и 58 минута на три сата и 15 минута. Према садашњим плановима биће један путнички воз и два теретна воза у сваком правцу на сат.

### Финансирање
Када је дански Парламент ратификовао пројекат у марту 2009. године, цена му је процењена на 42 милијарде ДКК (5 милијарди €). У овај трошак урачунато је 1,5 € милијарди за друга побољшања попут електрификације и побољшања 160 км железнице од једноколосечне до двоколосечне на данској страни. У 2011. години ово је повећано на укупно 5,5 милијарди € (по ценама из 2008). Поврх свега, коштаће још најмање милијарду евра за немачку железничку везу коју ће платити немачка влада. Очекује се субвенција ЕУ између 600 милиона € и 1,2 милијарде €.
Тунел ће се финансирати зајмовима под гаранцијом државе, које ће се наплатити путарином и возарином. Данска влада ће бити власник тунела, биће јој дозвољено да задржи путарину након отплате кредита и уживаће све могућности запошљавања на наплатној станици.  
На немачкој страни пут ће бити надограђен на четири траке, а железница до двоструке пруге, а према уговору, платиће је немачки порески обвезници, а не путарине. 

### Железничка оса Фемарнбелтског тунела
Железница Фемарнбелтског тунела је централни део „Железничке осе Фемарн Белт“, што је приоритетни пројекат 20 Транс-европске саобраћајне мреже (ТЕН-Т) који има за циљ успостављање железничке пруге велике брзине Копенхаген – Хамбург. На северу се повезује са мостом Ересунд/тунелом Дрогден (приоритетни пројекат 11) и железничко-друмском осом Нордијског троугла (приоритетни пројекат 12), а на југу са Бременом и Хановером.  

## Карактеристике тунела
Подводни тунели су пробијени или уроњени: пробијени тунел је уобичајен за тунеле у дубоким водама дужим од 4 или 5 км, док се урањање обично користи за тунеле који иду кроз релативно плитке воде. Урањање укључује ископавање рова преко морског дна, полагање темељног слоја од песка или шљунка, а затим спуштање монтажних бетонских тунела у ископ и покривање заштитним слојем насипа дебљине неколико метара. 
Фемарнбелтски тунел ће бити уроњени тунел, са планираних 17,6 км, биће најдуже икада изграђен и надмашиће 13,5 км дуг Мармерајски тунел на Босфору, Турска. Према вишим руководиоцима пројеката, осим што је најдужи уроњени тунел на свету, биће то најдужи на свету комбиновани путни и железнички тунел; на свету најдужи подводни тунел за пут; најдубљи потопљени тунел са друмским и железничким саобраћајем; и други најдубљи бетонски уроњени тунел. Величина пројекта је око пет пута већа од тунелског дела везе Ересунд између Данске и Шведске, тренутно најдужег уроњеног бетонског тунела. 
Најдубљи део Фемарнбелтског тунела је 35 м а делови тунела биће око 10 м високи, тако да ће багери морати да буду способни да достигну дубину од преко 45 м. Ови параметри дају укупно око 20.000.000 м³ тла која треба ископати.  
Предложени тунел ће бити дуг 17,6 км, 40 м дубоко испод површине мора, и имаће железницу са два колосека. Аргументи који се износе у корист тунела укључују изузетно смањени утицај на животну средину, његову независност од временских услова, јер бочни ветрови могу имати значајан утицај на камионе и приколице, посебно на мосту север-југ. Пробијени тунел сматран је прескупим.  

## Критика
О прелазу се разговара више од 30 година. На почетку тог периода, пре поновног уједињења Немачке, једина могућа веза била је према Хамбургу, јер одлазак према комунистичкој Источној Немачкој није била одржива опција. Иако су се времена променила и Европа се у међувремену политички и економски преобликовала, планови за Фемарнбелтски тунел су остали. Концептуализација Фемарнбелтског тунела из ере хладног рата оштро је критикована, јер неки виде повезивање две престонице Копенхагена и Берлина и у већем обиму, везу Скандинавије са бившим земљама Варшавског пакта као приоритет од највећег значаја. Мост Гедсер – Росток, око 50 км источније предложен је као алтернатива или као допуна Фемарнбелтског тунела, јер би овај алтернативни предлог боље повезао источну Немачку, укључујући Берлин и места даље на истоку и југу, са Скандинавијом. Упркос понуди Данске федерације бициклиста да помогне у надокнади трошкова тунела, не планира се укључење бициклистичке стазе.
Било је приговора локалних људи на немачкој страни, како од оних који се плаше губитка посла у вези са тренутним прометним трајектима, тако и од заштитника животне средине који су веровали да ће дивље животиње трпети због изградње првобитно замишљеног моста. У исто време, запосленост везана за грађевинске радове била би само краткорочна, док ће становници трпети због пораста саобраћаја, посебно са планираним теретним возовима. Постоје забринутости због потенцијалног повећања буке возова за неке становнике због померања саобраћаја теретних возова са тренутне трасе на нову.  
Надаље, тврди се да би пројекат могао бити економски неоправдан, јер се предвиђања о путничком промету и превозу робе могу преценити и постоји значајан ризик да се инвестиција неће надокнадити. Европски финансијски суд критиковао је планирање немачке копнене везе због дозвољавања неконтролисаног повећања трошкова.

## Подршка
Постоје притужбе неких шведских политичара на дугачко путовање воза између Копенхагена и Хамбурга и недостатак ноћних возова, који су непрактични за утовар у трајект. Због тога је путовање возом, на пример из Стокхолма у Брисел, немогуће уколико се једна ноћ не проведе у хотелу на путу. Фемарнбелтски тунел ово би значајно побољшао. 